# يان شابمان (دراج)
يان شابمان (بالإنجليزية: Ian Chapman) هو دراج أسترالي، ولد في 21 ديسمبر 1939 في بنديجو في أستراليا.

## وصلات خارجية
- يان تشابمان على موقع أرشيف الدراجات (الإنجليزية)
- يان تشابمان على موقع اللجنة الأولمبية الدولية (الإنجليزية)
- يان تشابمان على موقع أوليمبيديا (الإنجليزية)
- يان تشابمان على موقع اللجنة الأولمبية الأسترالية (الإنجليزية)